# Martin McNulty Crane
Martin McNulty Crane (* 17. November 1853 in Grafton, Virginia; † 3. August 1943) war ein US-amerikanischer Politiker. Zwischen 1893 und 1895 war er Vizegouverneur des Bundesstaates Texas.

## Werdegang
Nach dem frühen Tod seiner Eltern wuchs der im heutigen West Virginia geborene Martin Crane im Stewart County in Tennessee auf. Im Alter von 17 Jahren zog er in das Johnson County in Texas. Dort war er zunächst als Farmarbeiter und dann als Lehrer tätig. Nach einem Jurastudium und seiner 1877 erfolgten Zulassung als Rechtsanwalt begann er in diesem Beruf zu arbeiten. Zwischen 1878 und 1882 war er Staatsanwalt in seiner Heimat. Danach setzte er seine Tätigkeit als Rechtsanwalt fort. Gleichzeitig schlug er als Mitglied der Demokratischen Partei eine politische Laufbahn ein. Im Jahr 1885 war er Abgeordneter im Repräsentantenhaus von Texas; von 1890 bis 1892 gehörte er dem Staatssenat an.
1892 wurde Crane an der Seite von Jim Hogg zum Vizegouverneur von Texas gewählt. Dieses Amt bekleidete er zwischen 1893 und 1895. Dabei war er Stellvertreter des Gouverneurs und Vorsitzender des Staatssenats. Crane setzte sich besonders für die Belange der Farmer ein. Zwischen 1895 und 1898 bekleidete er als Nachfolger von Charles Allen Culberson das Amt des Attorney General seines Staates. Im Jahr 1912 war er Delegierter zur Democratic National Convention in Baltimore, auf der Woodrow Wilson als Präsidentschaftskandidat nominiert wurde. 1917 war Crane Berater im Amtsenthebungsverfahren gegen Gouverneur James E. Ferguson. Dann leitete er für einige Zeit die 1922 gegründete Dallas County Citizens League, die den politischen Einfluss des Ku-Klux-Klans bekämpfte. Während all dieser Jahre praktizierte er als Anwalt in Dallas. Er starb am 3. August 1943.